# Drosera stricticaulis
Drosera stricticaulis este o specie de plante carnivore din genul Drosera, familia Droseraceae, ordinul Caryophyllales. A fost descrisă pentru prima dată de Friedrich Ludwig Diels, și a primit numele actual de la O.H.Sargent.
Este endemică în:
- Ashmore-Cartier Is..
- Western Australia.

## Subspecii
Această specie cuprinde următoarele subspecii:
- D. s. eremaea
- D. s. stricticaulis

## Galerie de imagini

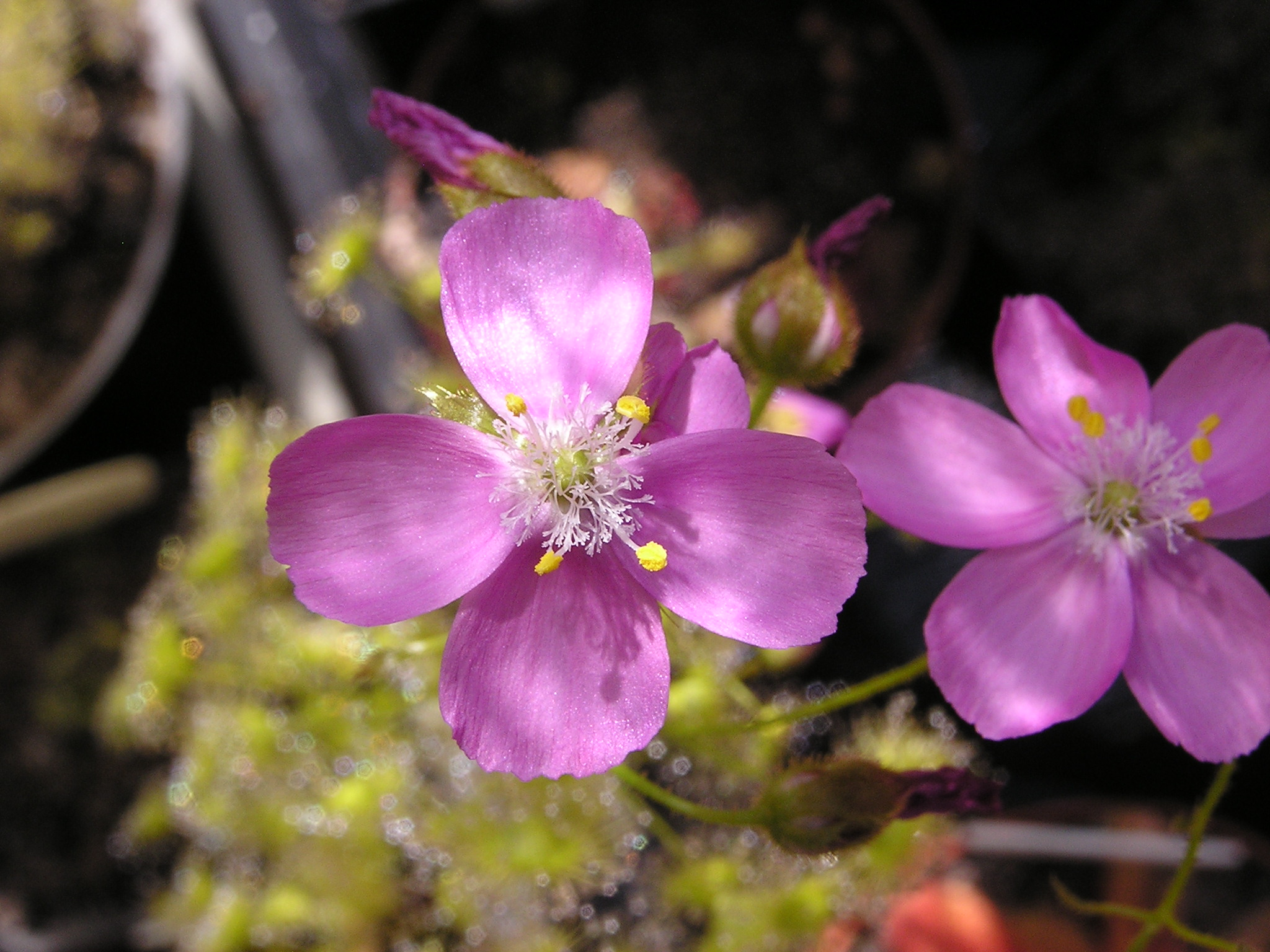